# Teorema di Zeckendorf
Il teorema di Zeckendorf, dal matematico belga Edouard Zeckendorf, è un teorema sulla rappresentazione di interi come somme di numeri di Fibonacci; esso afferma che ogni intero ha una e una sola rappresentazione di Zeckendorf.

## Definizione di una rappresentazione di Zeckendorf
Un intero è rappresentato secondo Zeckendorf se è espresso come somma di numeri di Fibonacci e se tale somma verifica le seguenti proprietà: 
1. tra gli addendi della somma non compaiono numeri di Fibonacci consecutivi
2. gli addendi sono distinti, ovvero non ci sono addendi doppioni
3. tra gli addendi della somma non compaiono {\displaystyle F_{0}} e {\displaystyle F_{1}}

Una somma che rispetti queste condizioni è detta rappresentazione di Zeckendorf.

### Esempi e falsi esempi
A titolo di chiarimento si mostra esplicitamente la rappresentazione di Zeckendorf del numero cento: 
{\displaystyle 100=89+8+3=F_{11}+F_{6}+F_{4}}
Non è difficile, partendo dalla rappresentazione fornita e ricordando le proprietà di costruzione dei numeri di Fibonacci, esprimere il numero cento come somma di altri numeri di Fibonacci. 

Ecco degli esempi:
{\displaystyle 100=55+34+8+3=F_{10}+F_{9}+F_{6}+F_{4}}
- Questa rappresentazione non è di Zeckendorf, perché {\displaystyle 55} e {\displaystyle 34} sono numeri di Fibonacci consecutivi.

{\displaystyle 100=55+21+21+3=F_{10}+F_{8}+F_{8}+F_{4}}
- Questa rappresentazione non è di Zeckendorf, perché il numero di Fibonacci {\displaystyle 21} compare due volte.

{\displaystyle 100=89+8+2+1=F_{11}+F_{6}+F_{3}+F_{2}=F_{11}+F_{6}+F_{3}+F_{1}}
- In questa rappresentazione il problema cambia a seconda dell'ottica scelta: si possono vedere gli addendi 1 e 2 ancora una volta numeri di Fibonacci consecutivi o, qualora si scelgano i pedici affinché non lo siano, rifiutarla perché in essa compare {\displaystyle F_{1}}, addendo vietato dalla terza richiesta fatta nella definizione.

## Esistenza della rappresentazione di Zeckendorf e suo ottenimento tramite algoritmo ingordo
Di seguito dimostreremo che, fissato un qualunque intero positivo {\displaystyle N}, si può costruire una somma che soddisfa le condizioni di Zeckendorf usando un semplice algoritmo ingordo, ovvero scegliendo a ogni passo il più grande numero di Fibonacci possibile.
 
Segue una formalizzazione di questa idea.
Sia {\displaystyle N} il numero che si vuole rappresentare. Si introduca la funzione:
{\displaystyle P(N):=\left\{F_{i}\in \left\{F_{n}\right\}|F_{i}\leq N,F_{i+1}>N\right\}}
Che, dato un numero {\displaystyle N}, restituisce il più grande numero di Fibonacci non più grande di {\displaystyle N} o equivalentemente, il numero di Fibonacci precedente il primo numero di Fibonacci più grande di {\displaystyle N}.

Si può indicare questo numero con il nome parte di Zeckendorf o se si vuole parte di Fibonacci del numero  {\displaystyle N}.

A titolo di esempio, avvantaggiandoci dell'aver già studiato il caso nel capitolo precedente, si può calcolare la parte di Zeckendorf (o di Fibonacci) del numero cento, risulta:
{\displaystyle P(100)=F_{11}=89}
L'idea dell'algoritmo ingordo è che, preso un numero iniziale, a esso si sottragga la sua parte di Zeckendorf. Così facendo si ottiene un secondo numero del quale si calcola la parte di Zeckendorf, poi nuovamente si sottrae e così via. L'insieme delle varie parti di Zeckendorf così ottenute costituirà la rappresentazione di Zeckendorf del numero {\displaystyle N}.
Si può ora esporre questa idea appoggiandoci al formalismo delle successioni ricorrenti.

Per amor di brevità e per disinteresse del nominalismo nel prosieguo ci riferiremo alle varie parti di Zeckendorf (o di Fibonacci) con il semplice nome di parti.
In particolare useremo i nomi: prima parte, seconda parte, terza parte, ecc. Con l'usuale convenzione che fa sì che l'ordinale sia funzione dell'indice della parte. 
Si costruiscano le due successioni:
{\displaystyle N_{n}={\begin{cases}N_{1}=N\\N_{i+1}=N_{i}-F_{j_{i}}\\se\;N_{i}=0\;la\;successione\;termina\end{cases}}}
Che chiameremo successione degli avanzi e:
{\displaystyle F_{j_{n}}:=\left\{F_{i}\in \left\{F_{n}\right\}|F_{i}\leq N_{n},F_{i+1}>N_{n}\right\}}
che sarà chiamata successione delle parti. 
Si dimostra che la somma della successione delle parti, per come è costruita, rispetta tutte le richieste di Zeckendorf.

### Lemma 1: Due parti successive non sono mai numeri di Fibonacci successivi
In simboli:
{\displaystyle P(N_{n+1})\not =F_{(j_{n}-1)}\;\forall n\in \mathbb {N} }
Sostituendo nella definizione logica di {\displaystyle P} si osserva che, affinché sia vera la disuguaglianza, basta chiedere che sia identicamente vera la seguente disequazione:
{\displaystyle N_{n+1}<F_{({j_{n}}-1)}\;\forall n\in \mathbb {N} }
Si supponga dunque per assurdo che non sia così per qualche n:
{\displaystyle N_{n+1}\geq F_{(j_{n}-1)}}
Utilizzando la definizione ricorsiva della successione degli avanzi:
{\displaystyle N_{n}-F_{(j_{n})}\geq F_{(j_{n}-1)}}
ovvero
{\displaystyle N_{n}\geq F_{(j_{n})}+F_{(j_{n}-1)}=F_{(j_{n}+1)}}
Ma per ipotesi è vero proprio l'opposto per ipotesi. 
{\displaystyle F_{(j_{n}+1)}>N_{n}}
ergo, nel caso fosse, saremmo di fronte a un'incongruenza e quindi la disequazione è sempre vera e con essa la disuguaglianza.
Moralmente si può dire che ciò si verifica perché l'ingordigia fa preferire all'algoritmo un unico boccone grosso di peso {\displaystyle F_{(j_{n}+1)}} a due bocconi più piccoli anche se di peso equivalente {\displaystyle F_{(j_{n})}+F_{(j_{n}-1)}=F_{(j_{n}+1)}}.

### Ogni addendo compare una e una sola volta
Questo risultato si ottiene agevolmente a partire dallo studio delle tre successioni che compaiono all'interno della sezione.
Per lo studio della successione di Fibonacci si rimanda alla voce specifica e ci si limita qui a prendere nota che essa è positiva, divergente e crescente per ogni indice positivo.
Dal risultato precedente segue, per costruzione, che la successione degli avanzi è positiva e sempre decrescente. 

Ciò si verifica perché l'enne+1-esimo avanzo è ottenuto, per costruzione, come differenza di un numero positivo (l'avanzo precedente) con un numero di Fibonacci inferiore o uguale (la parte dell'avanzo precedente) e certamente positivo. 
Questa proprietà è legata al fatto che la successione di Fibonacci è crescente, positiva, divergente e si ha {\displaystyle F_{0}=0}, queste tre ipotesi implicano che, per ogni {\displaystyle N} naturale non nullo, esiste sempre un numero di Fibonacci positivo {\displaystyle F_{i}} più piccolo o uguale, in simboli:
{\displaystyle \forall n\in \mathbb {N^{+}} ,\;\exists \;F_{i}\in \left\{F_{n}\right\}\;|0<F_{i}\leq N}
Di contro, questo secondo risultato, implica che anche la successione delle parti, essendo i numeri di Fibonacci positivi e crescenti per indici positivi, è decrescente, e questo teorema è vero tanto nelle parti quanto nei loro pedici di Fibonacci. 

In simboli i tre risultati si sintetizzano.
{\displaystyle N_{1}>N_{2}>...>N_{k}}
{\displaystyle F_{(j_{1})}>F_{(j_{2})}>...>F_{(j_{k})}>0}
{\displaystyle j_{1}>j_{2}>...>j_{k}>0}
In particolare, l'ultima catena di disequazioni, garantisce che ogni numero di Fibonacci compaia una e una sola volta.

### L'algoritmo non produce mai come risultatiF1{\displaystyle F_{1}}oF0{\displaystyle F_{0}}
Per quel che riguarda l'assenza di F_1 ci si rifà alla definizione di algoritmo ingordo, e si osserva che esso non potrà mai, per costruzione logica, fornire come uscita {\displaystyle F_{1}=1}.

Ciò è dovuto al fatto che:
{\displaystyle F_{1}=F_{2}=1}
è che affinché {\displaystyle F_{1}} possa essere un'uscita dell'algoritmo, dovrebbe esistere un intero che verifichi la seguente e:
{\displaystyle 1\leq N,1>N}
Ma tale intero ovviamente non esiste. 

Per ragioni analoghe, posto {\displaystyle F_{-1}=1} per la definizione ricorsiva, l'algoritmo non può produrre come uscita {\displaystyle F_{0}} .

### L'algoritmo termina sempre in un numero finito di passaggi
Si è dimostrato precedentemente che l'algoritmo produce sempre avanzi positivi minori dell'avanzo iniziale, i numeri positivi minori di N sono un numero finito, ergo l'algoritmo si arresta in un numero finito di passaggi

## Unicità della rappresentazione di Zeckendorf
L'unicità si ottiene efficientemente per assurdo.
Si supponga che un numero {\displaystyle M>0} abbia due decomposizioni distinte.
{\displaystyle M=F_{j_{i}}+...+F_{j_{1}}}
{\displaystyle M=F_{k_{l}}+...+F_{k_{1}}}
Si eliminino per prima cosa da ambo le rappresentazioni gli elementi ripetuti ovvero gli:
{\displaystyle F_{n}|F_{k_{l}}=F_{j_{i}}}
Il nuovo numero così ottenuto sarà indicato come {\displaystyle M^{*}}, ed avrà anch'esso due rappresentazioni.
Ovviamente, essendo scomparsi dei termini, gli indici andranno riassegnati e ad essere cambiato saranno anche il loro complessivo dei termini costituenti le rappresentazioni.
{\displaystyle M^{*}=F_{j_{i^{*}}^{*}}+...+F_{j_{1}^{*}}}
{\displaystyle M^{*}=F_{k_{l^{*}}^{*}}+...+F_{k_{1}^{*}}}
Avendo solamente tolto addendi entrambe le rappresentazioni ottenute saranno ancora di Zekendorf; non c'è infatti rischio di aver aggiunto doppioni o addendi in posizioni vietate. Inoltre, dato che abbiamo supposto le due rappresentazioni di {\displaystyle M}  distinte, anche {\displaystyle M^{*}>0} , poiché somma di quantità positive e non nulle. Il caso in cui tutti i termini si fossero elisi vicendevolmente va escluso perché, se così fosse, verrebbe meno l'ipotesi che le due rappresentazioni siano distinte. 

Senza perdere di generalità si supponga a questo punto:
{\displaystyle F_{j_{1}^{*}}>F_{k_{1}^{*}}}
Per il seguito si introduce la seguente identità, valida per {\displaystyle n\geq m+1\geq 0} :
{\displaystyle F_{n}\geq F_{m+1}=F_{m}+F_{m-1}}
Dove la disequazione è vera perché la successione di Fibonacci è crescente e la seconda parte è semplicemente la definizione ricorsiva di {\displaystyle F_{m+1}}.

Si può scrivere a questo punto la seguente catena di equazioni e disequazioni:
{\displaystyle F_{k_{l^{*}}^{*}}+...+F_{k_{2}^{*}}+F_{k_{1}^{*}}=(F_{j_{i^{*}}^{*}}+...+F_{j_{2}^{*}})+F_{j_{1}^{*}}\geq (F_{j_{i^{*}}^{*}}+...+F_{j_{2}^{*}})+F_{k_{1}^{*}}+F_{k_{1}^{*}-1}}
Ora, essendo il numero {\displaystyle M^{*}} rappresentato secondo Zeckendorf, l'ultimo termine della disequazione {\displaystyle F_{k_{1}^{*}-1}} è tale da soddisfare la seguente disequazione:
{\displaystyle F_{k_{1}^{*}-1}\geq F_{k_{2}^{*}}+F_{k_{2}^{*}-1}}
e questo perché le rappresentazioni di Zeckendorf non ammettono parti successive che siano numeri di fibonacci successivi.
Sostituendo anche questa disequazione nella catena:
{\displaystyle M^{*}=F_{k_{l^{*}}^{*}}+...+F_{k_{2}^{*}}+F_{k_{1}^{*}}\geq (F_{j_{i^{*}}^{*}}+...+F_{j_{2}^{*}})+F_{k_{1}^{*}}+F_{k_{2}^{*}}+F_{k_{2}^{*}-1}}
Che iterato fino alla fine del processo da:
{\displaystyle M^{*}=F_{k_{l^{*}}^{*}}+...+F_{k_{2}^{*}}+F_{k_{1}^{*}}\geq (F_{j_{i^{*}}^{*}}+...+F_{j_{2}^{*}})+(F_{k_{l^{*}}^{*}}+...+F_{k_{2}^{*}}+F_{k_{1}^{*}})+F_{k_{l^{*}}^{*}-1}}
Elidendo l'esubero rimane:
{\displaystyle 0\geq (F_{j_{i^{*}}^{*}}+...+F_{j_{2}^{*}})+F_{k_{l^{*}}^{*}-1}}
Il primo termine tra parentesi potrebbe anche essere nullo, ma sicuramente non è negativo, il secondo, essendo  {\displaystyle M^{*}>0} rappresentato secondo Zeckendorf, è quantomeno {\displaystyle F_{1}=1}, ergo :
{\displaystyle 0\geq (F_{j_{i^{*}}^{*}}+...+F_{j_{2}^{*}})+F_{k_{l^{*}}^{*}-1}>0+1}
Assurdo. 
Ogni rappresentazione di Zeckendorf di un numero è pertanto unica

## Codifica di Fibonacci binaria
I numeri codificati secondo Zeckendorf si possono scrivere in maniera analoga ai numeri binari.
In particolare, posti 
{\displaystyle \sum \epsilon _{i}\in \left\{0,1\right\}}
Si possono scrivere banalmente i numeri rappresentati secondo Zeckendorf nella forma:
{\displaystyle \sum \epsilon _{i}F_{i}}
e omettendo i moltiplicandi di Fibonacci come stringa binaria
Alcuni esempi chiariranno meglio cosa si è fatto:
{\displaystyle 9_{10}=8_{10}+1_{10}=F_{6}+F_{2}=0010001}
{\displaystyle 15_{10}=13_{10}+2_{10}=F_{7}+F_{3}=00010001}
Tale modo di codificare i numeri, con l'omissione dei due zeri all'inizio e l'aggiunta di un uno alla fine, viene utilizzato in informatica e prende il nome di codifica di Fibonacci.

Essa ha la proprietà di presentare una coppia di 1 appaiati solamente alla fine del numero e permette per questo di memorizzare gli interi senza imporre loro una dimensione a priori, come ad esempio si fa nelle architetture a 32 bit.

Si tratta di un esempio di notazione dotata di codice prefisso (suffisso in questo caso). 

### Normalizzazione di un numero
Si supponga di avere un numero espresso in binario di Fibonacci ma non ben rappresentato secondo Zeckendorf. 

A titolo d'esempio un numero del genere è il seguente.
{\displaystyle 14_{10}=0011101}
Che non è in forma corretta perché ci sono degli 1 adiacenti.

Per portarlo nella forma corretta quello che si deve fare è leggerlo da destra a sinistra e, quando si trovano coppie di 1, sostituire queste con uno 0 e lo zero precedente la coppia (a destra)con un 1. 

Si applica il procedimento tutte le volte necessarie.
{\displaystyle 0010011\;\;} 1º Passaggio
{\displaystyle 00100001} 2º Passaggio
Tale operazione è giustificata dal fatto che
{\displaystyle F_{n+1}=F_{n}+F_{n-1}}

### Somma ordinaria tra rappresentazioni Zeckendorf binarie
Così come si può costruire un algoritmo di somma tra numeri in binario si può fare altrettanto con i numeri rappresentati secondo Zeckendorf.
Le tabelle della soma rimangono fondamentalmente invariate con l'unica differenza che, rispetto all'usuale somma binaria, i riporti non sono fatti solo in avanti di una posizione ma anche indietro di due. Il perché si capisce facilmente leggendo la seguente identità:
{\displaystyle F_{n}+F_{n}=F_{n-2}+F_{n-1}+F_{n}=F_{n-2}+F_{n+1}}
A titolo di esempio:
{\displaystyle 3_{10}+11_{10}=14_{10}}
Che con la notazione binaria introdotta diventa:
{\displaystyle 00001\;\;\;\;+} Addendo
{\displaystyle 0000101=} Addendo
Che computato diventa 
{\displaystyle 0000001+} Parziale
{\displaystyle 001001\;\;=} Riporto
Che a sua volta da
{\displaystyle 0010011} che non è una rappresentazione Zeckendorf
Applicando la procedura di normalizzazione si ottiene infine:
{\displaystyle 00100001}
E che ci conferma che, anche con questa notazione:
{\displaystyle 3_{10}+11_{10}=F_{7}+F_{2}=13_{10}+1_{10}=14_{10}}

### Prodotto di Fibonacci
Mediante la codifica di Zeckendorf si può definire l'operazione "prodotto di Fibonacci".
Tale operazione non coincide identicamente con l'usuale moltiplicazione e non è distributiva rispetto all'usuale somma, si tratta pertanto di un'operazione binaria a sé stante.
{\displaystyle \circ :=\mathbb {N} \times \mathbb {N} \rightarrow \mathbb {N} }
{\displaystyle (a,b)=a\circ b}
Date le rappresentazioni di Zeckendorf di due naturali
{\displaystyle a=\sum _{i=0}^{k}F_{c_{i}}\;(c_{i}\geq 2)}
{\displaystyle b=\sum _{j=0}^{l}F_{d_{j}}\;(d_{j}\geq 2)}
si definisce prodotto di Fibonacci
{\displaystyle a\circ b=\sum _{i=0}^{k}\sum _{j=0}^{l}F_{c_{i}+d_{j}}}.
Un contr'esempio dimostra esplicitamente la non equivalenza tra questa operazione ed il prodotto usuale, siano dunque:
{\displaystyle a=5_{10}=F_{5}}
{\displaystyle b=4_{10}=F_{2}+F_{4}}
Applicando la definizione e mandando avanti i conti
{\displaystyle 5_{10}\circ 4_{10}=F_{5}\circ (F_{2}+F_{4})=F_{2+5}+F_{4+5}=F_{7}+F_{9}=13_{10}+34_{10}=47_{10}\not =20=5\times 4}
Dove l'ultima parte è stata aggiunta per confronto.
Knuth dimostrò il fatto notevole che questa operazione è associativa. 
La dimostrazione si appoggia sull'equivalenza procedurale (da un punto di vista formale) tra prodotto tra numeri scritti in binario e prodotto Fibonacci tra numeri espressi in binario di fibonacci. 
Si veda anche A101330.